# Nanjungan (Pasma Air Keruh)
Nanjungan is een bestuurslaag in het regentschap Empat Lawang van de provincie Zuid-Sumatra, Indonesië. Nanjungan telt 2053 inwoners (volkstelling 2010).